# فرناندا تاوارز
فرناندا تاوارز (به انگلیسی: Fernanda Tavares) (زاده ۲۲ سپتامبر ۱۹۸۰) مدل برزیلی است.